# Tale of Tales (film)
Ne doit pas être confondu avec Le Conte des contes (film).
Pour les articles homonymes, voir Tale of Tales.
Pour plus de détails, voir Fiche technique et Distribution.
Tale of Tales : Le Conte des contes (Il racconto dei racconti) est un film fantastique réalisé par Matteo Garrone et sorti en 2015, adapté de trois contes du recueil Pentamerone de Giambattista Basile :  La Biche ensorcelée (La cerva fatata), La Vieille écorchée (La vecchia scorticata) et  La Puce (Lo polene).
Le film se déroule dans une époque baroque et fantastique où se croisent les destins d'un roi fornicateur et libertin, d'un autre roi captivé par un animal étrange, et d'une reine obsédée par son désir d'enfant. Sorciers, fées, monstres, ogres, courtisans et saltimbanques sont les protagonistes de ce conte.

## Synopsis
La Biche ensorcelée
Le roi et la reine de Selvascura ne parviennent pas à concevoir d'enfants. Un nécromancien suggère à la reine que si elle mange le cœur d'un monstre marin cuisiné par une vierge, elle tombera enceinte aux dépens d'une vie. Le roi tue le monstre marin mais meurt de ses blessures. La reine mange le cœur et accouche le lendemain d'un fils, Elias, aux cheveux aussi blancs que le monstre. La cuisinière vierge accouche également d'un fils, Jonah. Les garçons sont identiques physiquement et deviennent de très bons amis, ce qui vexe énormément la reine, qui tente de tuer Jonah, sans succès. Jonah quitte le royaume : avant de partir, il coupe une racine avec son couteau et dit à Elias que la clarté de l'eau qui en sort représente sa vie. Un jour, la source est trouble et ensanglantée. Elias part alors trouver Jonah. La reine envoie ses sujets retrouver son fils en vain. Le nécromancien blâme la reine et lui dit que les deux jeunes garçons sont inséparables et que son désir de violence ne peut être accompli que par la violence. Elias trouve Jonah blessé dans une grotte. Ils sont menacés par un monstre qui blesse Jonah mais hésite à attaquer Elias, qui tue le monstre et ramène Jonah auprès de sa femme. Le corps mort du monstre se dissout pour devenir celui de la reine.
La Vieille écorchée
Le roi de Roccaforte est un homme lubrique et libertin. Un jour, il est intrigué par la divine voix d'une femme qui chante. Il la courtise du haut de son château sans savoir qu'il s'agit de l'une de deux vieilles sœurs, Imma et Dora. Après une ruse faisant croire au roi que Dora est belle et jeune, cette dernière accepte de passer la nuit avec lui à condition qu'ils soient dans la pénombre totale. Le roi accepte mais est horrifié en voyant son apparence le lendemain matin et demande aux gardes de la jeter par la fenêtre. Dora survit en s'emmêlant dans les branches d'un arbre. Une sorcière la sauve et la fait se nourrir à son sein. Dora se réveille sous la forme d'une belle jeune femme. Le roi la voit lors d'une chasse et la prend pour reine. Dora invite Imma au mariage et promet de s'occuper d'elle mais lui dit qu'elle ne peut pas demeurer dans le château. Imma refuse de partir, demandant le secret de la beauté et de la jeunesse de sa sœur. Ennuyée, Dora lui dit qu'elle s'est fait écorcher. Jetée dans la rue après avoir violé l'intimité du couple royal, Imma trouve quelqu'un pour l'écorcher, la laissant ensanglantée et défigurée.
La Puce
Le roi d'Altomonte devient peu à peu obsédé par une puce, qu'il garde comme animal de compagnie dans sa chambre. Sous son soin, elle grandit jusqu'à devenir aussi grosse qu'un mouton. Quand elle meurt, le roi décide de la dépecer et d'organiser un concours pour marier sa fille, Violette, qui en rêve tant : la personne qui devinera de quel animal provient la peau qu'il leur présente gagnera la main de sa fille, pensant que personne ne le découvrirait. Cependant, un ogre à l'odorat développé le devine correctement. Violette est horrifiée mais le roi lui dit qu'il ne peut pas revenir sur sa parole. Violette accepte de se marier à l'ogre mais dit que son père ne l'a jamais aimée. L'ogre emmène Violette dans sa grotte, où elle est violée et gardée prisonnière. Une famille de saltimbanques l'aide à s'échapper, mais l'ogre les chasse et les tue sans exception. Violette parvient à le calmer avant de lui trancher la gorge. Elle revient au château de son père malade et montre la tête de l'ogre. Le roi tombe à genoux en pleurant, suivis des courtisans et de Violette.
Épilogue
Elias, Dora et le roi de Roccaforte sont invités au couronnement de Violette. Elias hoche la tête en direction des deux souverains. Tandis que toute la foule regarde en l'air, où un funambule marche sur un fil enflammé, la beauté de Dora commence à s'effacer et, sans se faire remarquer, elle fuit le château.

## Fiche technique
Sauf indication contraire, les informations mentionnées dans cette section peuvent être confirmées par la base de données cinématographiques Unifrance,  présente dans la section « Liens externes ».
- Titre original : Il racconto dei racconti
- Titre français : Tale of Tales : Le Conte des contes
- Réalisation : Matteo Garrone
- Scénario : Matteo Garrone, Edoardo Albinati, Ugo Chiti et Massimo Gaudioso d'après le Pentamerone de Giambattista Basile
- Direction artistique : Dimitri Capuani
- Décors : Gianpaolo Rifino
- Costumes : Massimo Cantini Parrini
- Photographie : Peter Suschitzky
- Son : Leslie Shatz
- Montage : Marco Spoletini
- Musique : Alexandre Desplat
- Production : Matteo Garrone, Anne-Laure et Jean Labadie et Jeremy Thomas
- Sociétés de production : Archimede, Rai Cinema (Italie), Le Pacte (France), HanWay Films et Recorded Picture Company (Royaume-Uni)
- Sociétés de distribution : 01 Distribution (Italie), Le Pacte (France), Curzon Artificial Eye (Royaume-Uni)
- Pays :  Italie,  France,  Royaume-Uni
- Langues : anglais, italien
- Format : couleur - 35 mm - 2,39:1 - son Dolby 5.1
- Genre : fantastique et heroic fantasy[2],[3]
- Durée : 120 minutes
- Dates de sortie :
  - Italie : 14 mai 2015
  - France : 14 mai 2015 (Festival de Cannes) ; 1er juillet 2015 (sortie nationale)
  - Suisse : 6 juillet 2015 (Festival international du film fantastique de Neuchâtel 2015)

## Distribution

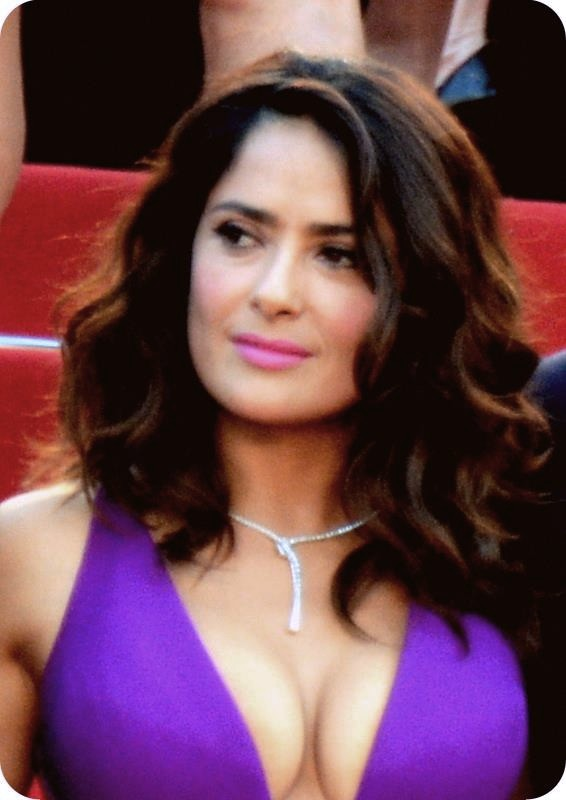
L'actrice principale Salma Hayek, venue présenter le film au Festival de Cannes 2015.

- Salma Hayek (VF : Marilyne Canto) : la reine de Selvascura
- John C. Reilly (VF : Bruno Abraham-Kremer) : le roi de Selvascura
- Toby Jones (VF : Luc-Antoine Diquéro) : le roi d'Altomonte
- Vincent Cassel (VF : lui-même) : le roi de Roccaforte
- Shirley Henderson (VF : Michèle Simonnet) : Imma
- Hayley Carmichael (VF : Muriel Mayette-Holtz) : Dora
- Christian Lees (VF : Félix Lebert-Kysyl) : Elias
- Jonah Lees (VF : Félix Lebert-Kysyl) : Jonah
- Bebe Cave (VF : Adèle Ferrier) : Violette
- Stacy Martin : Dora jeune
- Kathryn Hunter : la sorcière
- Alba Rohrwacher : l'artiste de cirque
- Guillaume Delaunay : l'ogre
- Franco Pistoni (it) : le nécromancien
- Jessie Cave : Fenizia

Source et légende : version française (VF) sur le site d’Alter Ego (la société de doublage)

## Thèmes
Dans une interview avec le magazine Variety, Matteo Garrone met l'emphase sur les thèmes contemporains des trois contes : « l'esthétique ; l'envie frénétique d'avoir un enfant ; le conflit intergénérationnel ; le passage difficile de l'adolescence à l'âge adulte ». Il dit aussi que les thèmes différents des trois contes les ramène tous à l'idée du désir obsessionnel. Bien que des scénarios contenant d'autres contes aient été envisagés, ces trois-ci ont été choisi pour raconter « l'histoire d'une femme à trois étapes de sa vie : la jeunesse, la maternité et la vieillesse ».

## Production

### Développement
Matteo Garrone dit avoir été attiré par les contes de Giambattista Basile pour leur façon de mêler le réel et l'irréel et pour leurs thèmes encore pertinents de nos jours. Le réalisateur était auparavant connu pour son style naturaliste dans des films comme Gomorra, mais il dit que tous ses films précédents ont un aspect narratif de conte de fées. Une de ses principales sources d'inspirations a été Los caprichos de Francisco de Goya.
Le film reçoit un budget de 14,5 millions de dollars américains et est produit par Archimede Films avec un soutien de co-production de Le Pacte et de Recorded Picture Company et de financement de Rai Cinema, MiBACT et Eurimages,.

### Tournage
Le tournage commence le 15 mai 2014 et dure quatre mois. Matteo Gorane dit à propos des décors :
« Le film est un hommage épique aux histoires de contes de fées avec beaucoup de soin au style utilisé pour les représenter. Les lieux devaient être réels mais avoir l'air construits en studio. »
Lieux de tournage,,,,,,
- Campanie :
  - Naples :
    - Palais royal de Naples ;
    - Palais de Capodimonte.
- Pouilles :
  - Castel del Monte ;
  - Gioia del Colle ;
  - Laterza ;
  - Mottola ;
  - Statte.
- Sicile :
  - Château de Donnafugata ;
  - Alcantara.
- Abruzzes :
  - Château de Roccascalegna.
- Toscane :
  - Château de Sammezzano ;
  - Sorano ;
  - Sovana.
- Latium ;
  - Viterbe.

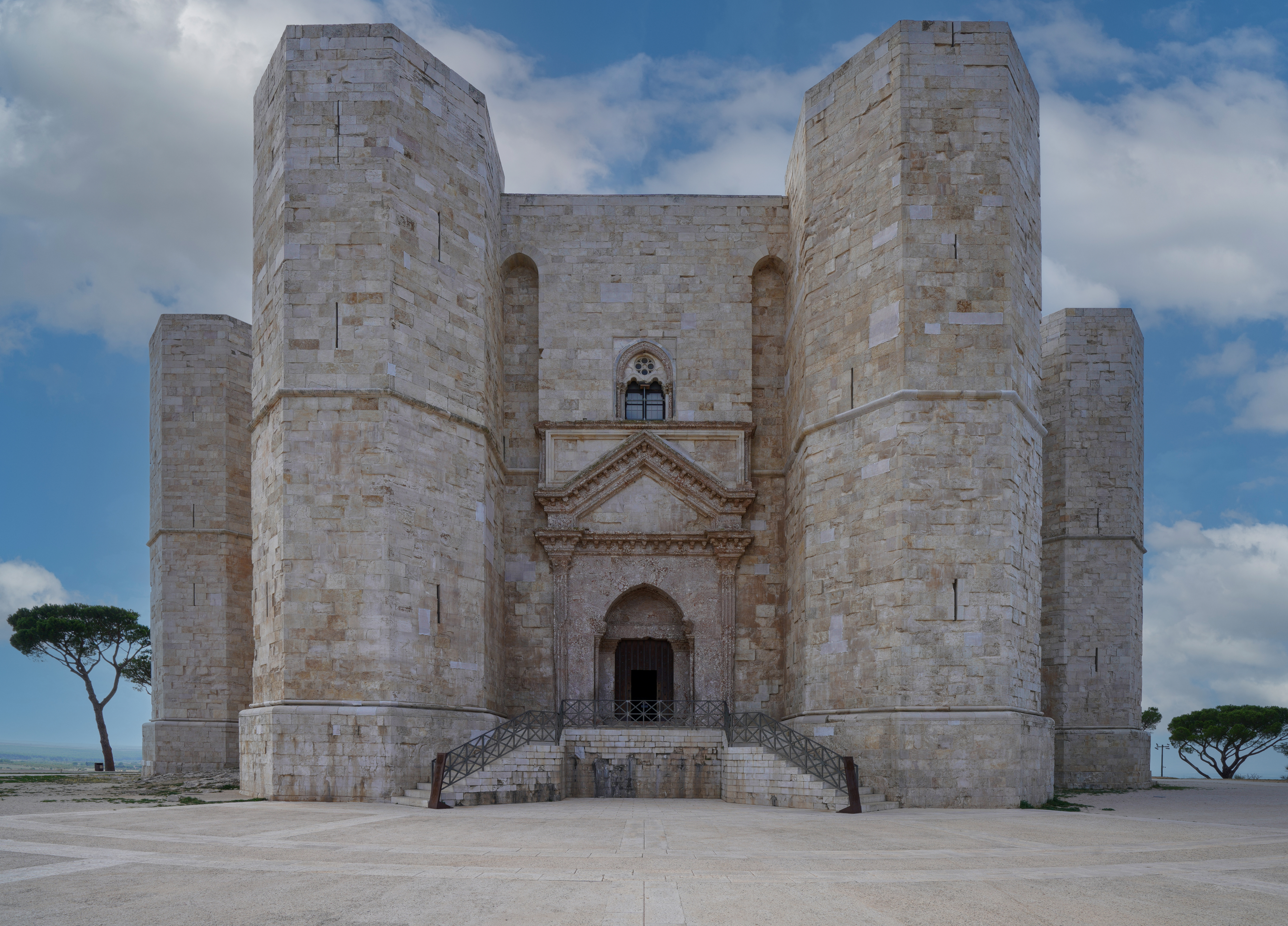
Le Castel del Monte est utilisé comme demeure du roi d'Altomonte.
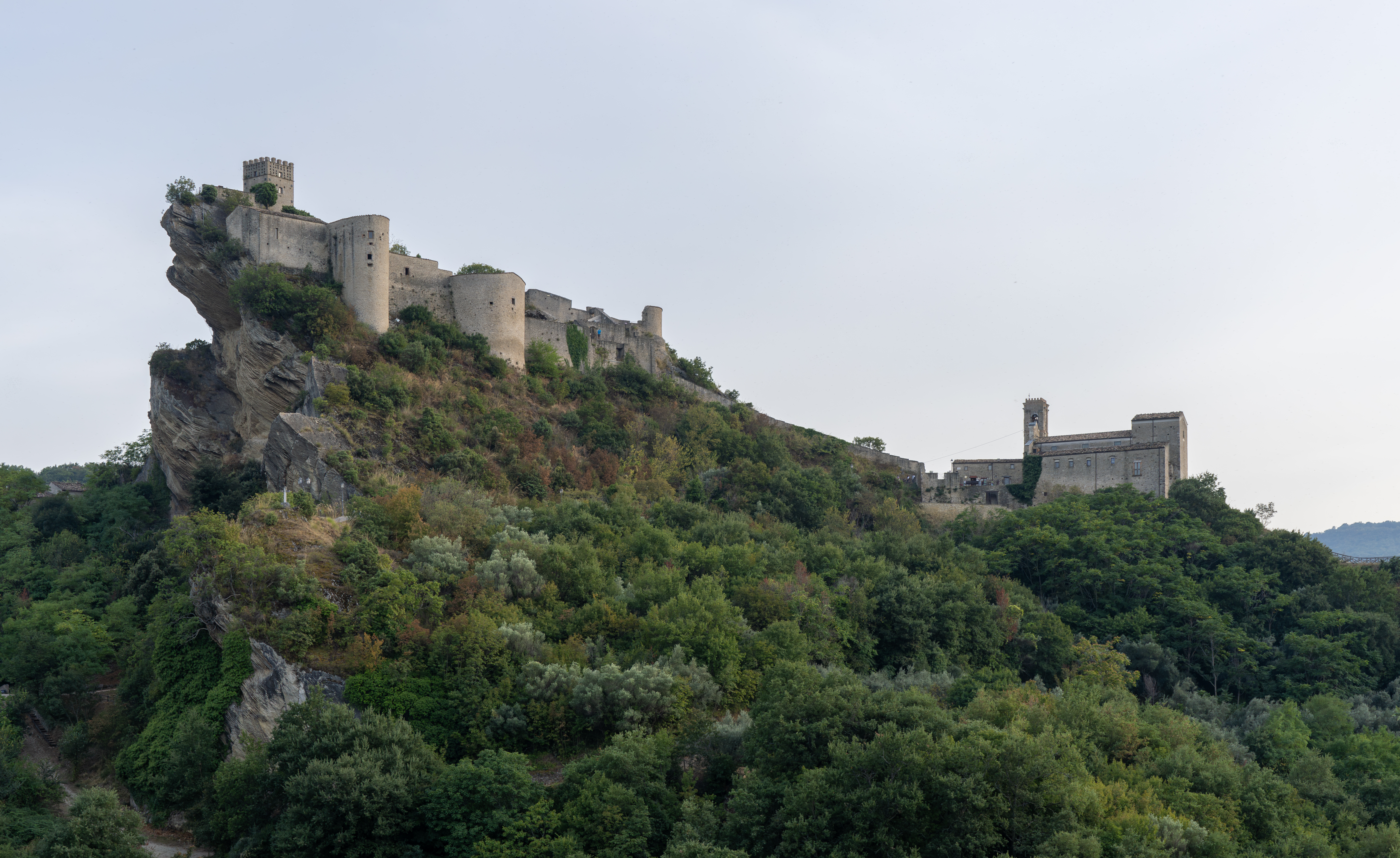
Le Château de Roccascalegna est utilisé comme demeure du roi de Roccaforte.
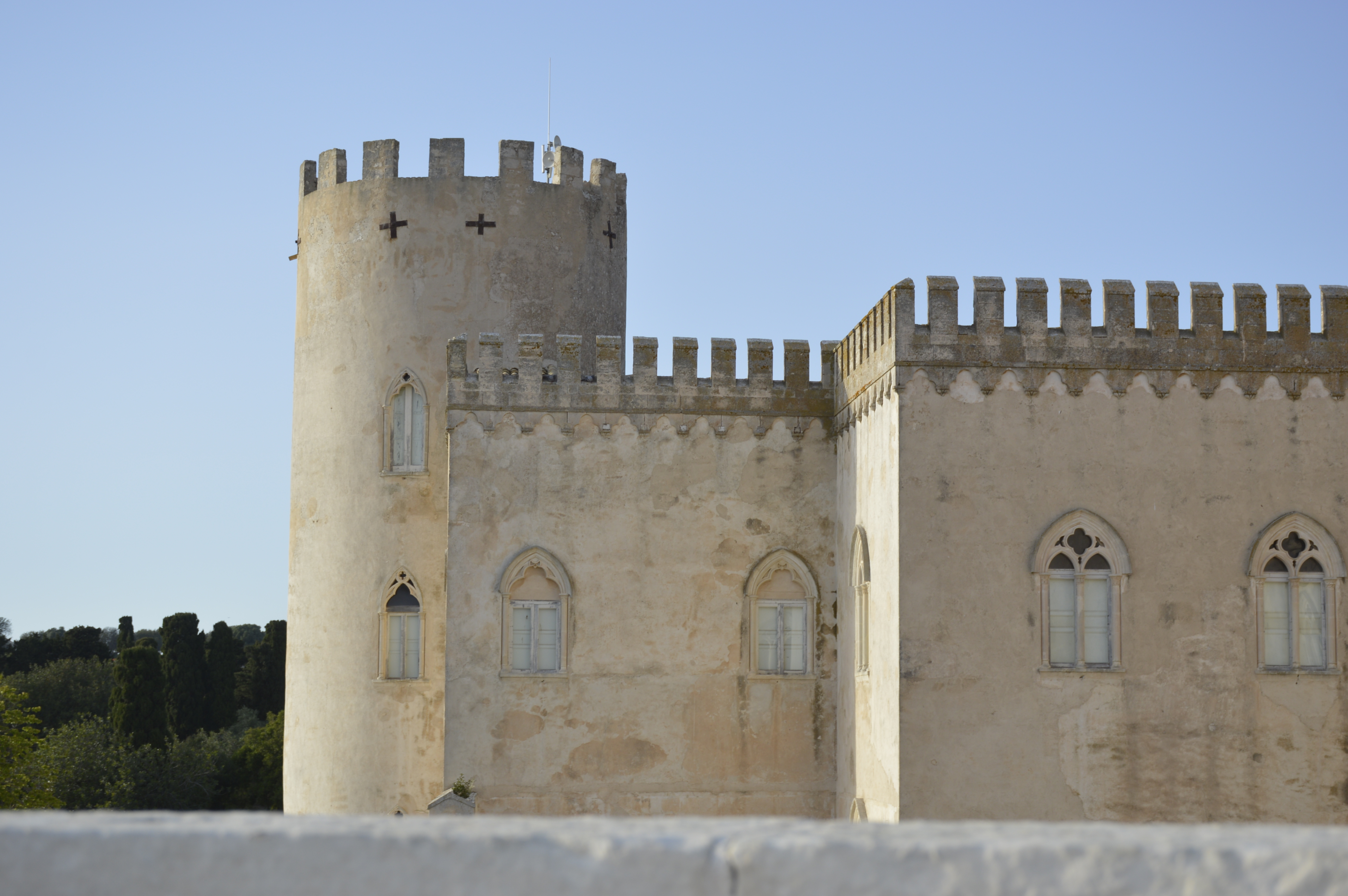
Le Château de Donnafugata est utilisé comme demeure de la reine de Selvascura.
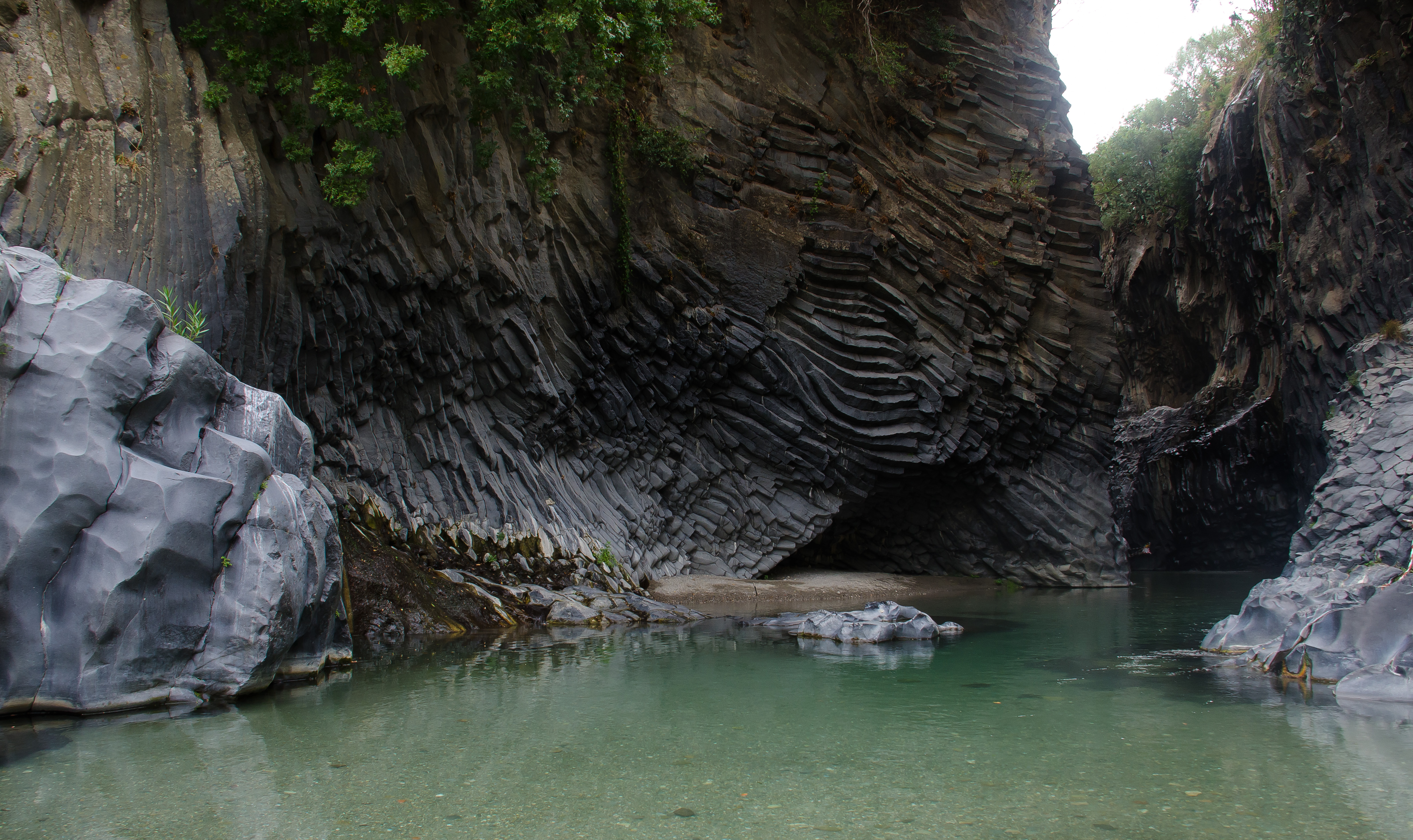
Près du fleuve Alcantara se déroule la scène du monstre de mer.

## Distinctions
- Festival de Cannes 2015 : sélection officielle[17]

### Récompenses
- Ciak d'oro 2016 : Meilleur réalisateur pour Matteo Garrone
- David di Donatello 2016 :
  - Meilleur réalisateur
  - Meilleur créateur de costumes
  - Meilleur maquilleur
  - Meilleur directeur de la photographie
  - Meilleurs effets visuels